# Greatest Hits II
Greatest Hits II je pokračování předchozího úspěšného výběru a zaměřuje se na největší hity z let 1981 - 1991 slavné britské skupiny Queen, bylo vydáno v roce 1991. Toto album spatřilo světlo světa přibližně měsíc před smrtí frontmana skupiny Freddieho Mercuryho. V roce 2000 se stalo součástí trojdiskového balení Platinum Collection, v roce 2011 vyšlo v reedici ke 40. výročí skupiny.

## Seznam skladeb
1. „A Kind of Magic“ (Roger Taylor)
2. „Under Pressure“ (Queen and David Bowie)
3. „Radio Ga Ga“ (Roger Taylor)
4. „I Want It All“ (Brian May) – single version
5. „I Want To Break Free“ (John Deacon) – single version
6. „Innuendo“ (F.Mercury,R.Taylor)
7. „It's a Hard Life“ (Freddie Mercury)
8. „Breakthru“ (F.Mercury,R.Taylor)
9. „Who Wants To Live Forever“ (Brian May) - edited version
10. „Headlong“ (Brian May)
11. „The Miracle“ (Freddie Mercury)
12. „I'm Going Slightly Mad“ (Freddie Mercury) - edited version
13. „The Invisible Man“ (Roger Taylor)
14. „Hammer to Fall“ (Brian May) – single version
15. „Friends Will Be Friends“ (John Deacon, Freddie Mercury)
16. „The Show Must Go On“ (Brian May)
17. „One Vision“ (Roger Taylor) – single version